# Satoshi Yamaguchi (1978)
Satoshi Yamaguchi (山口 智, Yamaguchi Satoshi, Kochi, 17 april 1978) is een Japans voormalig voetballer die als verdediger speelde.

## Carrière
Satoshi Yamaguchi speelde tussen 1996 en 2011 voor JEF United Ichihara en Gamba Osaka. Hij tekende in 2012 bij JEF United Ichihara Chiba.

## Japans voetbalelftal
Satoshi Yamaguchi debuteerde in 2009 in het Japans nationaal elftal en speelde 2 interlands.

## Statistieken
| Japans voetbalelftal | Japans voetbalelftal | Japans voetbalelftal |
| Jaar                 | Wed.                 | Dlp.                 |
| -------------------- | -------------------- | -------------------- |
| 2009                 | 2                    | 0                    |
| Totaal               | 2                    | 0                    |